# Torneo Anual 2022 de Primera División (Liga Chacarera)
El Torneo Anual 2022 de Primera División, organizado por la Liga Chacarera de Fútbol. Su inicio fue el 18 de marzo y finalizó el 28 de agosto. Además se jugó el Petit Torneo para definir quién se coronaría campeón y ocupará las plazas al Torneo Regional y al Torneo Provincial respectivamente.
Lo disputaron los once equipos perteneciente a dicha división. El campeón obtuvo la clasificación al Torneo Regional Federal Amateur 2022.
El nuevo equipo participante fue el campeón de la Primera B 2021: Las Pirquitas, que retornó a la máxima categoría del fútbol chacarero.

## Ascensos y descensos
| Pos           | Ascendidos de la Primera B 2021 |
| ------------- | ------------------------------- |
| Campeón Anual | Las Pirquitas                   |

| Prom | Descendidos de la Primera División 2021 |
| ---- | --------------------------------------- |
| -    | No hubo                                 |

## Formato
Torneo Anual 2022
Los 11 equipos jugarán 20 partidos cada uno a lo largo de 22 fechas, en dos ruedas de 11 fechas, bajo el sistema de todos contra todos. En este torneo se usará el sistema de puntos, de acuerdo a la reglamentación de la Internacional F. A. Board, asignándose tres puntos al equipo que resulte ganador, un punto a cada uno en caso de empate y cero puntos al perdedor.
Los equipos que se ubiquen en el 1.º, 2.º, 3.º y 4.º puesto de la Tabla de Posiciones, clasificarán al Petit Torneo, que otorga un cupo al Torneo Regional Federal Amateur 2022 y uno al Torneo Provincial 2023.
Para los descensos, se determinó que los equipos ubicados en la última posición de la tabla de posiciones y de la tabla de promedios perderán la categoría de forma directa.
En el caso de que un mismo equipo se ubique en la última posición de ambas tablas, descenderá el equipo que se encuentre en el 10.º puesto de la tabla de promedios.
El orden de clasificación de los equipos, se determinará en una tabla de cómputo general, de la siguiente manera:
- 1) Mayor cantidad de puntos.
- 2) Mejor performance en los partidos que se enfrentaron entre sí; en caso de igualdad;
- 3) Mayor diferencia de goles; en caso de igualdad;
- 4) Mayor cantidad de goles a favor; en caso de igualdad;
- 5) Sorteo.

En caso de que la igualdad, sea de más de dos equipos, esta se dejará reducida a dos clubes, de acuerdo al orden de clasificación de los equipos determinado anteriormente.
Petit Torneo
Lo jugarán los 4 equipos clasificados del 1º al 4º lugar de la tabla de posiciones. Se desarrollará mediante el sistema de eliminación directa, a un solo partido. En caso de persistir la igualdad en los 90' de juego se definirá mediante tiros desde el punto penal.
El equipo ganador se adjudicará el derecho a participar en la próxima edición del Torneo Regional Federal Amateur, mientras que el subcampeón jugará el Torneo Provincial 2023.

## Equipos participantes
| Nombre del club                                 | Ciudad          | Departamento        | Entrenador        | Fundación                |
| ----------------------------------------------- | --------------- | ------------------- | ----------------- | ------------------------ |
| Club Ateneo Mariano Moreno                      | Villa Dolores   | Valle Viejo         | Juan Carlos Gómez | 17 de julio de 1941      |
| Club Deportivo Coronel Daza                     | Banda de Varela | Capital             | Marcelo Arias     | 12 de octubre de 1930    |
| Club Defensores de Esquiú                       | Piedra Blanca   | Fray Mamerto Esquiú | Marcelo Mendoza   | 27 de noviembre de 1943  |
| Club Social, Cultural y Deportivo El Auténtico  | Catamarca       | Capital             | Hernán Piza       | 29 de septiembre de 1993 |
| Club Atlético Independiente                     | San Antonio     | Fray Mamerto Esquiú | Mario Chazarreta  | 27 de enero de 1950      |
| Club Social y Deportivo La Merced               | La Merced       | Paclín              | Ramón Narváez     | 25 de mayo de 1936       |
| Club Atlético La Tercena                        | La Tercena      | Fray Mamerto Esquiú | Gonzalo Collantes | 4 de octubre de 1948     |
| Club Social, Cultural y Deportivo Las Pirquitas | Las Pirquitas   | Fray Mamerto Esquiú | José Sánchez      | 17 de enero de 1983      |
| Club Sportivo Los Sureños                       | Pozo El Mistol  | Valle Viejo         | Rolando Vergara   | 5 de junio de 1959       |
| Club Atlético San Martín                        | El Bañado       | Valle Viejo         | Gustavo Quinteros | 3 de abril de 1942       |
| Club Sportivo Social Rojas                      | Santa Rosa      | Valle Viejo         | Ramón Chazarreta  | 25 de junio de 1933      |

### Distribución geográfica de los equipos
| Departamento        | Cant. | Equipos                                                                   |
| ------------------- | ----- | ------------------------------------------------------------------------- |
| Fray Mamerto Esquiú | 4     | Defensores de Esquiú, Independiente (SA), La Tercena y Las Pirquitas      |
| Valle Viejo         | 4     | Ateneo Mariano Moreno, Los Sureños, San Martín (El Bañado) y Social Rojas |
| Capital             | 2     | Coronel Daza y El Auténtico                                               |
| Paclín              | 1     | La Merced                                                                 |

## Cambio de entrenadores
| Equipo             | Entrenador saliente | Fecha de salida     | Partidos disputados  | Reemplazado por            | Fecha de llegada    |
| ------------------ | ------------------- | ------------------- | -------------------- | -------------------------- | ------------------- |
| Los Sureños        | Marcelo Cano        | 27 de abril de 2022 | 6 (2 PG, 3 PE, 1 PP) | Rolando Vergara (interino) | 27 de abril de 2022 |
| La Tercena         | Walter Zárate       | 7 de mayo de 2022   | 6 (0 PG, 2 PE, 4 PP) | Gonzalo Collantes          | 8 de mayo de 2022   |
| Independiente (SA) | Raúl Herrera        | 9 de mayo           | 6 (0 PG, 3 PE, 3 PP) | Mario Chazarreta           | 11 de mayo de 2022  |

## Estadios
| | | | | |
| | | | | |
| Estadio Primo Antonio Prevedello Ciudad: San Isidro Capacidad: 6 000 espectadores Propietario: Liga Chacarera de Fútbol | Estadio Jorge César Vargas Ciudad: Banda de Varela Capacidad: 1 500 espectadores Propietario: Club Deportivo Coronel Daza | Estadio Diego Armando Maradona Ciudad: La Merced Capacidad: 1 000 espectadores Propietario: Club Social y Deportivo La Merced | Estadio Defensores de Esquiú Ciudad: San José de Piedra Blanca Capacidad: 800 espectadores Propietario: Club Defensores de Esquiú | Estadio Las Pirquitas Ciudad: Villa Las Pirquitas Capacidad: 500 espectadores Propietario: Club S. C. y Deportivo Las Pirquitas |

## Competición

### Tabla de posiciones
| Pos. | Equipo                      | Pts. | PJ | PG | PE | PP | GF | GC | Dif. |
| ---- | --------------------------- | ---- | -- | -- | -- | -- | -- | -- | ---- |
| 01.º | Coronel Daza                | 51   | 20 | 16 | 3  | 1  | 70 | 19 | 51   |
| 02.º | San Martín (El Bañado)      | 41   | 20 | 12 | 5  | 3  | 37 | 15 | 22   |
| 03.º | La Merced                   | 36   | 20 | 11 | 3  | 6  | 36 | 24 | 12   |
| 04.º | Social Rojas                | 27   | 20 | 7  | 6  | 7  | 33 | 32 | 1    |
| 05.º | Ateneo Mariano Moreno       | 24   | 20 | 7  | 3  | 10 | 22 | 28 | −6   |
| 06.º | Las Pirquitas               | 24   | 20 | 7  | 3  | 10 | 27 | 39 | −12  |
| 07.º | Los Sureños                 | 22   | 20 | 5  | 7  | 8  | 23 | 36 | −13  |
| 08.º | El Auténtico                | 20   | 20 | 5  | 5  | 10 | 24 | 42 | −18  |
| 09.º | Defensores de Esquiú        | 18   | 20 | 8  | 3  | 9  | 31 | 30 | 1    |
| 10.º | Independiente (San Antonio) | 17   | 20 | 4  | 5  | 11 | 16 | 31 | −15  |
| 11.º | La Tercena                  | 17   | 20 | 4  | 5  | 11 | 24 | 46 | −22  |

|  | Los equipos que ocupen esta posición al finalizar la disputa jugarán el Petit Torneo.     |
|  | El equipo que ocupe esta posición al finalizar la disputa descenderá a la Primera B 2023. |

| 1. |

#### Evolución de las posiciones

##### Primera rueda
| Equipo / Fecha         | 1  | 2  | 3  | 4  | 5  | 6  | 7  | 8  | 9  | 10 | 11 |
| ---------------------- | -- | -- | -- | -- | -- | -- | -- | -- | -- | -- | -- |
| Ateneo Mariano Moreno  | 11 | 11 | 11 | 11 | 10 | 07 | 05 | 05 | 04 | 04 | 04 |
| Coronel Daza           | 03 | 01 | 01 | 01 | 01 | 01 | 01 | 01 | 01 | 01 | 01 |
| Defensores de Esquiú   | —  | 06 | 08 | 07 | 08 | 09 | 08 | 08 | 08 | 08 | 08 |
| El Auténtico           | 01 | 02 | 02 | 03 | 04 | 06 | 07 | 07 | 07 | 06 | 06 |
| Independiente (SA)     | 05 | 07 | 07 | 08 | 09 | 10 | 10 | 09 | 09 | 09 | 11 |
| La Merced              | 04 | 04 | 04 | 04 | 02 | 02 | 02 | 02 | 02 | 02 | 02 |
| La Tercena             | 11 | 08 | 09 | 09 | 11 | 11 | 11 | 11 | 11 | 10 | 10 |
| Las Pirquitas          | 06 | 09 | 10 | 10 | 07 | 08 | 09 | 10 | 10 | 11 | 09 |
| Los Sureños            | 07 | 10 | 06 | 06 | 06 | 04 | 06 | 04 | 05 | 05 | 05 |
| San Martín (El Bañado) | 01 | 03 | 03 | 02 | 03 | 03 | 03 | 03 | 03 | 03 | 03 |
| Social Rojas           | 08 | 05 | 05 | 05 | 05 | 05 | 04 | 06 | 06 | 07 | 07 |

##### Segunda rueda
| Equipo / Fecha         | 12 | 13 | 14 | 15 | 16 | 17 | 18 | 19 | 20 | 21 | 22 |
| ---------------------- | -- | -- | -- | -- | -- | -- | -- | -- | -- | -- | -- |
| Ateneo Mariano Moreno  | 04 | 05 | 07 | 07 | 07 | 07 | 08 | 07 | 05 | 06 | 05 |
| Coronel Daza           | 01 | 01 | 01 | 01 | 01 | 01 | 01 | 01 | 01 | 01 | 01 |
| Defensores de Esquiú   | 11 | 11 | 11 | 11 | 11 | 11 | 11 | 11 | 09 | 10 | 09 |
| El Auténtico           | 05 | 07 | 04 | 05 | 06 | 06 | 07 | 08 | 08 | 08 | 08 |
| Independiente (SA)     | 09 | 10 | 10 | 10 | 10 | 10 | 09 | 09 | 10 | 11 | 10 |
| La Merced              | 03 | 03 | 03 | 03 | 03 | 03 | 03 | 03 | 03 | 03 | 03 |
| La Tercena             | 10 | 09 | 09 | 09 | 09 | 09 | 10 | 10 | 11 | 09 | 11 |
| Las Pirquitas          | 08 | 06 | 08 | 08 | 08 | 08 | 06 | 05 | 07 | 05 | 06 |
| Los Sureños            | 07 | 08 | 06 | 06 | 05 | 05 | 05 | 06 | 06 | 07 | 07 |
| San Martín (El Bañado) | 02 | 02 | 02 | 02 | 02 | 02 | 02 | 02 | 02 | 02 | 02 |
| Social Rojas           | 06 | 04 | 05 | 04 | 04 | 04 | 04 | 04 | 04 | 04 | 04 |

| 1. |

### Resultados

#### Primera rueda
| Fecha 1                            | Fecha 1   | Fecha 1       | Fecha 1                  | Fecha 1     | Fecha 1 |
| Local                              | Resultado | Visita        | Estadio                  | Fecha       | Hora    |
| ---------------------------------- | --------- | ------------- | ------------------------ | ----------- | ------- |
| Independiente (SA)                 | 1 - 1     | Las Pirquitas | Jorge César Vargas       | 18 de marzo | 17:00   |
| Los Sureños                        | 1 - 1     | Social Rojas  | Primo Antonio Prevedello | 18 de marzo | 17:30   |
| La Merced                          | 2 - 2     | Coronel Daza  | Diego Armando Maradona   | 19 de marzo | 16:00   |
| El Auténtico                       | 3 - 2     | La Tercena    | Primo Antonio Prevedello | 19 de marzo | 18:45   |
| Ateneo Mariano Moreno              | 2 - 3     | San Martín    | Primo Antonio Prevedello | 23 de marzo | 19:30   |
| Equipo Libre: Defensores de Esquiú |           |               |                          |             |         |

| Fecha 2                          | Fecha 2   | Fecha 2               | Fecha 2                  | Fecha 2     | Fecha 2 |
| Local                            | Resultado | Visita                | Estadio                  | Fecha       | Hora    |
| -------------------------------- | --------- | --------------------- | ------------------------ | ----------- | ------- |
| Coronel Daza                     | 5 - 1     | Los Sureños           | Jorge César Vargas       | 24 de marzo | 16:30   |
| Social Rojas                     | 2 - 1     | Ateneo Mariano Moreno | Primo Antonio Prevedello | 26 de marzo | 17:00   |
| La Tercena                       | 1 - 1     | Defensores de Esquiú  | Primo Antonio Prevedello | 26 de marzo | 19:00   |
| Las Pirquitas                    | 0 - 1     | La Merced             | Las Pirquitas            | 27 de marzo | 16:00   |
| San Martín                       | 1 - 1     | El Auténtico          | Primo Antonio Prevedello | 30 de marzo | 19:30   |
| Equipo Libre: Independiente (SA) |           |                       |                          |             |         |

| Fecha 3                 | Fecha 3   | Fecha 3      | Fecha 3                  | Fecha 3    | Fecha 3 |
| Local                   | Resultado | Visita       | Estadio                  | Fecha      | Hora    |
| ----------------------- | --------- | ------------ | ------------------------ | ---------- | ------- |
| Las Pirquitas           | 1 - 3     | Coronel Daza | Las Pirquitas            | 2 de abril | 16:00   |
| Independiente (SA)      | 1 - 1     | La Tercena   | Primo Antonio Prevedello | 2 de abril | 18:00   |
| Ateneo Mariano Moreno   | 0 - 1     | Los Sureños  | Jorge César Vargas       | 3 de abril | 17:00   |
| El Auténtico            | 5 - 4     | Social Rojas | Primo Antonio Prevedello | 3 de abril | 18:00   |
| Defensores de Esquiú    | 0 - 0     | San Martín   | Primo Antonio Prevedello | 6 de abril | 18:00   |
| Equipo Libre: La Merced |           |              |                          |            |         |

| Fecha 4                     | Fecha 4   | Fecha 4               | Fecha 4                  | Fecha 4     | Fecha 4 |
| Local                       | Resultado | Visita                | Estadio                  | Fecha       | Hora    |
| --------------------------- | --------- | --------------------- | ------------------------ | ----------- | ------- |
| Coronel Daza                | 3 - 2     | Ateneo Mariano Moreno | Jorge César Vargas       | 8 de abril  | 17:15   |
| La Tercena                  | 1 - 3     | La Merced             | Primo Antonio Prevedello | 8 de abril  | 18:00   |
| Los Sureños                 | 1 - 1     | El Auténtico          | Primo Antonio Prevedello | 9 de abril  | 17:00   |
| Social Rojas                | 2 - 1     | Defensores de Esquiú  | Primo Antonio Prevedello | 9 de abril  | 19:00   |
| San Martín                  | 2 - 0     | Independiente (SA)    | Primo Antonio Prevedello | 13 de abril | 18:00   |
| Equipo Libre: Las Pirquitas |           |                       |                          |             |         |

| Fecha 5                    | Fecha 5   | Fecha 5               | Fecha 5                  | Fecha 5     | Fecha 5 |
| Local                      | Resultado | Visita                | Estadio                  | Fecha       | Hora    |
| -------------------------- | --------- | --------------------- | ------------------------ | ----------- | ------- |
| El Auténtico               | 0 - 1     | Ateneo Mariano Moreno | Primo Antonio Prevedello | 14 de abril | 17:00   |
| Defensores de Esquiú       | 3 - 3     | Los Sureños           | Primo Antonio Prevedello | 14 de abril | 19:00   |
| Las Pirquitas              | 3 - 1     | La Tercena            | Las Pirquitas            | 16 de abril | 16:00   |
| La Merced                  | 1 - 0     | San Martín            | Diego Armando Maradona   | 16 de abril | 16:30   |
| Independiente (SA)         | 1 - 1     | Social Rojas          | Primo Antonio Prevedello | 16 de abril | 19:30   |
| Equipo Libre: Coronel Daza |           |                       |                          |             |         |

| Fecha 6                  | Fecha 6   | Fecha 6              | Fecha 6                  | Fecha 6     | Fecha 6 |
| Local                    | Resultado | Visita               | Estadio                  | Fecha       | Hora    |
| ------------------------ | --------- | -------------------- | ------------------------ | ----------- | ------- |
| Coronel Daza             | 3 - 1     | El Auténtico         | Jorge César Vargas       | 22 de abril | 16:30   |
| Ateneo Mariano Moreno    | 2 - 1     | Defensores de Esquiú | Primo Antonio Prevedello | 22 de abril | 18:00   |
| Los Sureños              | 2 - 0     | Independiente (SA)   | Primo Antonio Prevedello | 23 de abril | 17:00   |
| San Martín               | 5 - 0     | Las Pirquitas        | Primo Antonio Prevedello | 23 de abril | 19:00   |
| Social Rojas             | 1 - 2     | La Merced            | Primo Antonio Prevedello | 24 de abril | 18:00   |
| Equipo Libre: La Tercena |           |                      |                          |             |         |

| Fecha 7                  | Fecha 7   | Fecha 7               | Fecha 7                  | Fecha 7   | Fecha 7 |
| Local                    | Resultado | Visita                | Estadio                  | Fecha     | Hora    |
| ------------------------ | --------- | --------------------- | ------------------------ | --------- | ------- |
| La Merced                | 3 - 0     | Los Sureños           | Diego Armando Maradona   | 7 de mayo | 16:00   |
| Defensores de Esquiú     | 4 - 0     | El Auténtico          | Defensores de Esquiú     | 7 de mayo | 16:00   |
| Las Pirquitas            | 1 - 1     | Social Rojas          | Las Pirquitas            | 7 de mayo | 16:00   |
| La Tercena               | 0 - 7     | Coronel Daza          | Primo Antonio Prevedello | 7 de mayo | 17:00   |
| Independiente (SA)       | 1 - 2     | Ateneo Mariano Moreno | Primo Antonio Prevedello | 8 de mayo | 17:30   |
| Equipo Libre: San Martín |           |                       |                          |           |         |

| Fecha 8                    | Fecha 8   | Fecha 8              | Fecha 8                  | Fecha 8    | Fecha 8 |
| Local                      | Resultado | Visita               | Estadio                  | Fecha      | Hora    |
| -------------------------- | --------- | -------------------- | ------------------------ | ---------- | ------- |
| Los Sureños                | 1 - 0     | Las Pirquitas        | Primo Antonio Prevedello | 13 de mayo | 16:00   |
| San Martín                 | 2 - 0     | La Tercena           | Primo Antonio Prevedello | 13 de mayo | 18:00   |
| El Auténtico               | 1 - 2     | Independiente (SA)   | Primo Antonio Prevedello | 14 de mayo | 15:30   |
| Ateneo Mariano Moreno      | 1 - 1     | La Merced            | Primo Antonio Prevedello | 14 de mayo | 17:30   |
| Coronel Daza               | 4 - 0     | Defensores de Esquiú | Jorge César Vargas       | 15 de mayo | 16:00   |
| Equipo Libre: Social Rojas |           |                      |                          |            |         |

| Fecha 9                   | Fecha 9   | Fecha 9               | Fecha 9                  | Fecha 9    | Fecha 9 |
| Local                     | Resultado | Visita                | Estadio                  | Fecha      | Hora    |
| ------------------------- | --------- | --------------------- | ------------------------ | ---------- | ------- |
| La Tercena                | 1 - 1     | Social Rojas          | Primo Antonio Prevedello | 20 de mayo | 15:00   |
| San Martín                | 0 - 5     | Coronel Daza          | Primo Antonio Prevedello | 20 de mayo | 19:00   |
| La Merced                 | 2 - 0     | El Auténtico          | Diego Armando Maradona   | 21 de mayo | 16:00   |
| Las Pirquitas             | 0 - 2     | Ateneo Mariano Moreno | Las Pirquitas            | 21 de mayo | 16:00   |
| Independiente (SA)        | 1 - 0     | Defensores de Esquiú  | Primo Antonio Prevedello | 21 de mayo | 18:30   |
| Equipo Libre: Los Sureños |           |                       |                          |            |         |

| Fecha 10                            | Fecha 10  | Fecha 10      | Fecha 10                 | Fecha 10   | Fecha 10 |
| Local                               | Resultado | Visita        | Estadio                  | Fecha      | Hora     |
| ----------------------------------- | --------- | ------------- | ------------------------ | ---------- | -------- |
| Los Sureños                         | 1 - 3     | La Tercena    | Primo Antonio Prevedello | 27 de mayo | 18:00    |
| Defensores de Esquiú                | 2 - 0     | La Merced     | Defensores de Esquiú     | 28 de mayo | 16:00    |
| Independiente (SA)                  | 1 - 3     | Coronel Daza  | Primo Antonio Prevedello | 28 de mayo | 18:30    |
| El Auténtico                        | 1 - 0     | Las Pirquitas | Primo Antonio Prevedello | 29 de mayo | 15:00    |
| Social Rojas                        | 0 - 1     | San Martín    | Primo Antonio Prevedello | 29 de mayo | 17:00    |
| Equipo Libre: Ateneo Mariano Moreno |           |               |                          |            |          |

| Fecha 11                   | Fecha 11  | Fecha 11              | Fecha 11                 | Fecha 11   | Fecha 11 |
| Local                      | Resultado | Visita                | Estadio                  | Fecha      | Hora     |
| -------------------------- | --------- | --------------------- | ------------------------ | ---------- | -------- |
| La Merced                  | 3 - 0     | Independiente (SA)    | Diego Armando Maradona   | 4 de junio | 15:30    |
| San Martín                 | 4 - 1     | Los Sureños           | Primo Antonio Prevedello | 4 de junio | 16:30    |
| Las Pirquitas              | 3 - 2     | Defensores de Esquiú  | Las Pirquitas            | 5 de junio | 15:00    |
| Coronel Daza               | 4 - 3     | Social Rojas          | Jorge César Vargas       | 5 de junio | 15:30    |
| La Tercena                 | 2 - 2     | Ateneo Mariano Moreno | Primo Antonio Prevedello | 5 de junio | 18:30    |
| Equipo Libre: El Auténtico |           |                       |                          |            |          |

#### Segunda rueda
| Fecha 12                           | Fecha 12  | Fecha 12              | Fecha 12                 | Fecha 12    | Fecha 12 |
| Local                              | Resultado | Visita                | Estadio                  | Fecha       | Hora     |
| ---------------------------------- | --------- | --------------------- | ------------------------ | ----------- | -------- |
| Coronel Daza                       | 3 - 1     | La Merced             | Jorge César Vargas       | 9 de junio  | 15:30    |
| Social Rojas                       | 3 - 2     | Los Sureños           | Primo Antonio Prevedello | 9 de junio  | 16:00    |
| San Martín                         | 3 - 0     | Ateneo Mariano Moreno | Primo Antonio Prevedello | 9 de junio  | 18:00    |
| Las Pirquitas                      | 3 - 1     | Independiente (SA)    | Las Pirquitas            | 11 de junio | 15:30    |
| La Tercena                         | 3 - 4     | El Auténtico          | Primo Antonio Prevedello | 12 de junio | 16:30    |
| Equipo Libre: Defensores de Esquiú |           |                       |                          |             |          |

| Fecha 13                         | Fecha 13  | Fecha 13      | Fecha 13                 | Fecha 13    | Fecha 13 |
| Local                            | Resultado | Visita        | Estadio                  | Fecha       | Hora     |
| -------------------------------- | --------- | ------------- | ------------------------ | ----------- | -------- |
| El Auténtico                     | 0 - 3     | San Martín    | Primo Antonio Prevedello | 15 de junio | 15:00    |
| La Merced                        | 4 - 5     | Las Pirquitas | Diego Armando Maradona   | 15 de junio | 15:30    |
| Defensores de Esquiú             | 0 - 2     | La Tercena    | Defensores de Esquiú     | 15 de junio | 16:00    |
| Ateneo Mariano Moreno            | 1 - 0     | Social Rojas  | Primo Antonio Prevedello | 15 de junio | 17:00    |
| Los Sureños                      | 1 - 1     | Coronel Daza  | Primo Antonio Prevedello | 16 de junio | 16:00    |
| Equipo Libre: Independiente (SA) |           |               |                          |             |          |

| Fecha 14                | Fecha 14  | Fecha 14              | Fecha 14                 | Fecha 14    | Fecha 14 |
| Local                   | Resultado | Visita                | Estadio                  | Fecha       | Hora     |
| ----------------------- | --------- | --------------------- | ------------------------ | ----------- | -------- |
| Social Rojas            | 1 - 2     | El Auténtico          | Primo Antonio Prevedello | 18 de junio | 14:30    |
| San Martín              | 0 - 2     | Defensores de Esquiú  | Primo Antonio Prevedello | 18 de junio | 17:00    |
| Los Sureños             | 2 - 1     | Ateneo Mariano Moreno | Primo Antonio Prevedello | 20 de junio | 14:30    |
| Coronel Daza            | 5 - 1     | Las Pirquitas         | Jorge César Vargas       | 20 de junio | 16:15    |
| La Tercena              | 2 - 1     | Independiente (SA)    | Primo Antonio Prevedello | 20 de junio | 16:30    |
| Equipo Libre: La Merced |           |                       |                          |             |          |

| Fecha 15                    | Fecha 15  | Fecha 15     | Fecha 15                 | Fecha 15    | Fecha 15 |
| Local                       | Resultado | Visita       | Estadio                  | Fecha       | Hora     |
| --------------------------- | --------- | ------------ | ------------------------ | ----------- | -------- |
| El Auténtico                | 1 - 1     | Los Sureños  | Primo Antonio Prevedello | 24 de junio | 16:30    |
| Defensores de Esquiú        | 1 - 3     | Social Rojas | Primo Antonio Prevedello | 25 de junio | 14:30    |
| La Merced                   | 3 - 1     | La Tercena   | Diego Armando Maradona   | 25 de junio | 15:30    |
| Independiente (SA)          | 0 - 3     | San Martín   | Primo Antonio Prevedello | 25 de junio | 18:30    |
| Ateneo Mariano Moreno       | 0 - 4     | Coronel Daza | Primo Antonio Prevedello | 26 de junio | 16:30    |
| Equipo Libre: Las Pirquitas |           |              |                          |             |          |

| Fecha 16                   | Fecha 16  | Fecha 16             | Fecha 16                 | Fecha 16   | Fecha 16 |
| Local                      | Resultado | Visita               | Estadio                  | Fecha      | Hora     |
| -------------------------- | --------- | -------------------- | ------------------------ | ---------- | -------- |
| Los Sureños                | 1 - 0     | Defensores de Esquiú | Primo Antonio Prevedello | 1 de julio | 17:00    |
| La Tercena                 | 0 - 2     | Las Pirquitas        | Primo Antonio Prevedello | 2 de julio | 16:00    |
| San Martín                 | 1 - 0     | La Merced            | Primo Antonio Prevedello | 2 de julio | 18:30    |
| Ateneo Mariano Moreno      | 1 - 0     | El Auténtico         | Primo Antonio Prevedello | 3 de julio | 16:00    |
| Social Rojas               | 2 - 1     | Independiente (SA)   | Primo Antonio Prevedello | 3 de julio | 18:00    |
| Equipo Libre: Coronel Daza |           |                      |                          |            |          |

| Fecha 17                 | Fecha 17  | Fecha 17              | Fecha 17                 | Fecha 17    | Fecha 17 |
| Local                    | Resultado | Visita                | Estadio                  | Fecha       | Hora     |
| ------------------------ | --------- | --------------------- | ------------------------ | ----------- | -------- |
| Independiente (SA)       | 0 - 0     | Los Sureños           | Primo Antonio Prevedelo  | 8 de julio  | 17:00    |
| La Merced                | 1 - 2     | Social Rojas          | Diego Armando Maradona   | 9 de julio  | 15:30    |
| Defensores de Esquiú     | 2 - 1     | Ateneo Mariano Moreno | Primo Antonio Prevedello | 9 de julio  | 16:30    |
| Las Pirquitas            | 0 - 3     | San Martín            | Las Pirquitas            | 10 de julio | 15:00    |
| El Auténtico             | 0 - 5     | Coronel Daza          | Primo Antonio Prevedello | 10 de julio | 16:30    |
| Equipo Libre: La Tercena |           |                       |                          |             |          |

| Fecha 18                 | Fecha 18  | Fecha 18             | Fecha 18                 | Fecha 18    | Fecha 18 |
| Local                    | Resultado | Visita               | Estadio                  | Fecha       | Hora     |
| ------------------------ | --------- | -------------------- | ------------------------ | ----------- | -------- |
| Coronel Daza             | 6 - 0     | La Tercena           | Jorge César Vargas       | 15 de julio | 16:15    |
| Ateneo Mariano Moreno    | 0 - 1     | Independiente (SA)   | Primo Antonio Prevedello | 15 de julio | 16:15    |
| Los Sureños              | 1 - 4     | La Merced            | Primo Antonio Prevedello | 16 de julio | 16:30    |
| El Auténtico             | 1 - 4     | Defensores de Esquiú | Jorge César Vargas       | 17 de julio | 16:15    |
| Social Rojas             | 2 - 2     | Las Pirquitas        | Primo Antonio Prevedello | 17 de julio | 16:30    |
| Equipo Libre: San Martín |           |                      |                          |             |          |

| Fecha 19                   | Fecha 19  | Fecha 19              | Fecha 19                 | Fecha 19    | Fecha 19 |
| Local                      | Resultado | Visita                | Estadio                  | Fecha       | Hora     |
| -------------------------- | --------- | --------------------- | ------------------------ | ----------- | -------- |
| Independiente (SA)         | 1 - 1     | El Auténtico          | Primo Antonio Prevedello | 22 de julio | 17:00    |
| La Merced                  | 1 - 0     | Ateneo Mariano Moreno | Diego Armando Maradona   | 23 de julio | 15:30    |
| Las Pirquitas              | 3 - 2     | Los Sureños           | Las Pirquitas            | 23 de julio | 15:45    |
| Defensores de Esquiú       | 3 - 2     | Coronel Daza          | Defensores de Esquiú     | 23 de julio | 16:00    |
| La Tercena                 | 0 - 3     | San Martín            | Primo Antonio Prevedello | 23 de julio | 18:00    |
| Equipo Libre: Social Rojas |           |                       |                          |             |          |

| Fecha 20                  | Fecha 20  | Fecha 20           | Fecha 20                 | Fecha 20    | Fecha 20 |
| Local                     | Resultado | Visita             | Estadio                  | Fecha       | Hora     |
| ------------------------- | --------- | ------------------ | ------------------------ | ----------- | -------- |
| El Auténtico              | 2 - 2     | La Merced          | Primo Antonio Prevedello | 29 de julio | 17:00    |
| Defensores de Esquiú      | 2 - 1     | Independiente (SA) | Primo Antonio Prevedello | 30 de julio | 14:30    |
| Social Rojas              | 2 - 1     | La Tercena         | Primo Antonio Prevedello | 30 de julio | 19:30    |
| Coronel Daza              | 1 - 1     | San Martín         | Jorge César Vargas       | 31 de julio | 15:30    |
| Ateneo Mariano Moreno     | 2 - 0     | Las Pirquitas      | Primo Antonio Prevedello | 31 de julio | 16:30    |
| Equipo Libre: Los Sureños |           |                    |                          |             |          |

| Fecha 21                            | Fecha 21  | Fecha 21             | Fecha 21                 | Fecha 21    | Fecha 21 |
| Local                               | Resultado | Visita               | Estadio                  | Fecha       | Hora     |
| ----------------------------------- | --------- | -------------------- | ------------------------ | ----------- | -------- |
| Las Pirquitas                       | 1 - 0     | El Auténtico         | Las Pirquitas            | 6 de agosto | 15:30    |
| La Merced                           | 2 - 1     | Defensores de Esquiú | Diego Armando Maradona   | 6 de agosto | 16:00    |
| La Tercena                          | 2 - 0     | Los Sureños          | Primo Antonio Prevedello | 6 de agosto | 17:00    |
| San Martín                          | 1 - 1     | Social Rojas         | Primo Antonio Prevedello | 7 de agosto | 16:30    |
| Coronel Daza                        | 2 - 0     | Independiente (SA)   | Jorge César Vargas       | 7 de agosto | 16:30    |
| Equipo Libre: Ateneo Mariano Moreno |           |                      |                          |             |          |

| Fecha 22                   | Fecha 22  | Fecha 22      | Fecha 22                 | Fecha 22     | Fecha 22 |
| Local                      | Resultado | Visita        | Estadio                  | Fecha        | Hora     |
| -------------------------- | --------- | ------------- | ------------------------ | ------------ | -------- |
| Los Sureños                | 1 - 1     | San Martín    | Primo Antonio Prevedello | 12 de agosto | 15:00    |
| Social Rojas               | 1 - 2     | Coronel Daza  | Primo Antonio Prevedello | 12 de agosto | 17:00    |
| Independiente (SA)         | 1 - 0     | La Merced     | Primo Antonio Prevedello | 13 de agosto | 16:15    |
| Ateneo Mariano Moreno      | 1 - 1     | La Tercena    | Jorge César Vargas       | 13 de agosto | 16:15    |
| Defensores de Esquiú       | 2 - 1     | Las Pirquitas | Defensores de Esquiú     | 13 de agosto | 16:15    |
| Equipo Libre: El Auténtico |           |               |                          |              |          |

| 1. 2. 3. |

## Tabla de Promedios
| Pos. | Equipo                      | Promedio | 2019 | 2021 | 2022 | Total | PJ |
| ---- | --------------------------- | -------- | ---- | ---- | ---- | ----- | -- |
| 1.º  | Coronel Daza                | 2,375    | 61   | 21   | 51   | 133   | 56 |
| 2.º  | San Martín (El Bañado)      | 2,071    | 59   | 16   | 41   | 116   | 56 |
| 3.º  | Defensores de Esquiú        | 1,410    | 43   | 18   | 18   | 79    | 56 |
| 3.º  | Social Rojas                | 1,410    | 42   | 7    | 30   | 79    | 56 |
| 5.º  | La Merced                   | 1,392    | 35   | 7    | 36   | 78    | 56 |
| 6.º  | Los Sureños                 | 1,321    | 41   | 11   | 22   | 74    | 56 |
| 7.º  | Las Pirquitas               | 1,200    | -    | -    | 24   | 24    | 20 |
| 8.º  | Ateneo Mariano Moreno       | 1,172    | -    | 13   | 21   | 34    | 29 |
| 9.º  | El Auténtico                | 1,034    | -    | 10   | 20   | 30    | 29 |
| 10.º | Independiente (San Antonio) | 1,035    | 28   | 13   | 17   | 58    | 56 |
| 11.º | La Tercena                  | 0,982    | 25   | 13   | 17   | 55    | 56 |

|  | Equipos descendidos a la Primera B 2023. |

## Petit Torneo

### Cuadro de desarrollo
|  | Semifinales       | Semifinales            | Semifinales       |                        |       | Final        | Final        | Final        |  |
|  | 20 y 21 de agosto | 20 y 21 de agosto      | 20 y 21 de agosto |                        |       | 28 de agosto | 28 de agosto | 28 de agosto |  |
|  |                   |                        |                   |                        |       |              |              |              |  |
|  |                   |                        |                   |                        |       |              |              |              |  |
|  | 1                 | Coronel Daza           | 3                 |                        |       |              |              |              |  |
|  | 1                 | Coronel Daza           | 3                 |                        |       |              |              |              |  |
|  | 4                 | Social Rojas           | 1                 |                        |       |              |              |              |  |
|  | 4                 | Social Rojas           | 1                 |                        | 1     | Coronel Daza | 1 (2)        |              |  |
|  |                   |                        |                   |                        | 1     | Coronel Daza | 1 (2)        |              |  |
|  |                   |                        | 2                 | San Martín (El Bañado) | 1 (4) |              |              |              |  |
|  | 2                 | San Martín (El Bañado) | 2                 | San Martín (El Bañado) | 1 (4) | 2            |              |              |  |
|  | 2                 | San Martín (El Bañado) |                   |                        |       | 2            |              |              |  |
|  | 3                 | La Merced              | 1                 |                        |       |              |              |              |  |
|  | 3                 | La Merced              | 1                 |                        |       |              |              |              |  |
|  |                   |                        |                   |                        |       |              |              |              |  |

### Semifinales
| 20 de agosto, 17:00 | San Martín (EB)                           | 3 - 1   | La Merced        | Primo Antonio Prevedello, San Isidro |                           |
|                     | Saúl Castro 7' · Lucas Sosa 9' 65' (pen.) | Reporte | 30' Mario Castro | Árbitro(s): Javier Roldán            | Árbitro(s): Javier Roldán |

| 21 de agosto, 17:30 | Coronel Daza                        | 2 - 1 | Social Rojas  | Primo Antonio Prevedello, San Isidro |                            |
|                     | Wilson Moreno 4' · Juan Novillo 20' |       | 70' Alan Ance | Árbitro(s): Hernán Palacio           | Árbitro(s): Hernán Palacio |

### Final
| 28 de agosto, 16:30                                                                             | Coronel Daza                                                | 1 - 1 (2:4 p.)             | San Martín (EB)                                                      | Primo Antonio Prevedello, San Isidro |                           |
|                                                                                                 | Héctor Acosta 31'                                           | Reporte                    | 15' Braian Álvarez                                                   | Árbitro(s): Federico Cano            | Árbitro(s): Federico Cano |
|                                                                                                 |                                                             | Tiros desde el punto penal |                                                                      |                                      |                           |
|                                                                                                 | Héctor Acosta · Wilson Moreno · Elber Carrizo · Alexis Vega |                            | Saúl Castro · Braian Álvarez · Fernando Pacheco · Franco Ríos Varela |                                      |                           |
| San Martín (El Bañado) se consagró campeón y jugará el Torneo Regional Federal Amateur 2022-23. |                                                             |                            |                                                                      |                                      |                           |

|                                      |
| Club Atlético San Martín (El Bañado) |
| Campeón Torneo Anual 2022            |

## Estadísticas

### Goleadores
| Jugador                             | Equipo                 | Goles |
| ----------------------------------- | ---------------------- | ----- |
| Facundo Villafañe Luján             | San Martín (El Bañado) | 16    |
| Alexis Vega                         | Coronel Daza           | 11    |
| Ángel Bustamante                    | Coronel Daza           | 11    |
| Héctor Acosta                       | Coronel Daza           | 11    |
| Actualizado al 13 de agosto de 2022 |                        |       |

| Francisco Coronel         | La Merced              | 10 |
| Lucas Rivas               | Coronel Daza           | 10 |
| Luis Romano               | Social Rojas           | 10 |
| Maximiliano Seco          | La Tercena             | 9  |
| Darío de La Vega          | La Merced              | 7  |
| Luciano Castro            | Defensores de Esquiú   | 7  |
| Juan Novillo              | Coronel Daza           | 6  |
| Saúl Castro               | San Martín (El Bañado) | 6  |
| Wilson Moreno             | Coronel Daza           | 6  |
| Carlos Hidalgo            | Las Pirquitas          | 5  |
| Cristian Luján            | El Auténtico           | 5  |
| Facundo Sosa              | Defensores de Esquiú   | 5  |
| Jeremías Bustamante       | Las Pirquitas          | 5  |
| Jonathan Ramírez          | Social Rojas           | 5  |
| Lucas Alaníz              | Los Sureños            | 5  |
| Mariano Hernández         | Independiente (SA)     | 5  |
| Ángel Barrionuevo         | El Auténtico           | 4  |
| Diego Nieva               | Los Sureños            | 4  |
| Franco Agüero             | La Merced              | 4  |
| Gabriel Ibáñez            | Social Rojas           | 4  |
| Hugo Martínez             | San Martín (El Bañado) | 4  |
| Lautaro Valentín Canciani | La Tercena             | 4  |
| Agustín Canil             | Social Rojas           | 3  |
| Brandon Carrasco          | Las Pirquitas          | 3  |
| Elber Carrizo             | Coronel Daza           | 3  |
| Erick Martínez Acosta     | Defensores de Esquiú   | 3  |
| Gabriel Díaz              | La Tercena             | 3  |
| Gustavo Villafañe         | Ateneo Mariano Moreno  | 3  |
| Hoel Ibáñez               | Coronel Daza           | 3  |
| Ignacio Hidalgo           | Las Pirquitas          | 3  |
| José Cano                 | Ateneo Mariano Moreno  | 3  |
| Kevin Córdoba             | El Auténtico           | 3  |
| Lucas Sosa                | San Martín (El Bañado) | 3  |
| Mario Coronel             | La Merced              | 3  |
| Nicolás Bustamante        | Las Pirquitas          | 3  |
| Andrés Arroyo             | Defensores de Esquiú   | 2  |
| Ángel Gómez Cortéz        | Ateneo Mariano Moreno  | 2  |
| Ángel Ibáñez              | Social Rojas           | 2  |
| Carlos Camargo            | La Merced              | 2  |
| Cristian Ferreyra         | Independiente (SA)     | 2  |
| Cristian Herrera          | Coronel Daza           | 2  |
| Dylan Morel               | Defensores de Esquiú   | 2  |
| Enzo Rivera               | La Merced              | 2  |
| Facundo Castro            | Las Pirquitas          | 2  |
| Facundo Vallejos          | Los Sureños            | 2  |
| Gabriel Cano              | San Martín (El Bañado) | 2  |
| Gabriel Coronel           | La Merced              | 2  |
| Gabriel Rodríguez         | Ateneo Mariano Moreno  | 2  |
| Hugo Coronel              | Independiente (SA)     | 2  |
| Juan Acevedo Vergara      | Coronel Daza           | 2  |
| Julián Gutiérrez          | Ateneo Mariano Moreno  | 2  |
| Mateo Jalil Perea         | Independiente (SA)     | 2  |
| Matías Uñates             | La Tercena             | 2  |
| Néstor Tapia              | Defensores de Esquiú   | 2  |
| Nicolás González          | La Merced              | 2  |
| Octavio Cabrera           | Social Rojas           | 2  |
| Pedro González            | La Tercena             | 2  |
| Roberto Arch              | Los Sureños            | 2  |
| Rodrigo Moya              | La Tercena             | 2  |
| Román Moreno              | Defensores de Esquiú   | 2  |
| Santiago Agüero           | Los Sureños            | 2  |
| Sergio Acosta             | San Martín (El Bañado) | 2  |
| Silvio Agudo              | El Auténtico           | 2  |
| Alejo Zurita              | San Martín (El Bañado) | 1  |
| Ance                      | Social Rojas           | 1  |
| Augusto Varela            | Defensores de Esquiú   | 1  |
| Braian Ramírez            | Defensores de Esquiú   | 1  |
| Cárdenas                  | Social Rojas           | 1  |
| Carlos Herrera            | El Auténtico           | 1  |
| Cristian Moreno           | Coronel Daza           | 1  |
| Damián Sosa               | El Auténtico           | 1  |
| Emanuel Martel            | Las Pirquitas          | 1  |
| Emilio Camargo            | La Merced              | 1  |
| Enzo Díaz                 | Los Sureños            | 1  |
| Enzo Sosa                 | La Tercena             | 1  |
| Enzo Varela               | Los Sureños            | 1  |
| Erik Silva                | Las Pirquitas          | 1  |
| Samuel Da Silva           | Social Rojas           | 1  |
| Exequiel Sachett          | Independiente (SA)     | 1  |
| Facundo Vega              | San Martín (El Bañado) | 1  |
| Francisco Bustamante      | Las Pirquitas          | 1  |
| Franco Ríos Varela        | San Martín (El Bañado) | 1  |
| Gaspar Pacheco            | Ateneo Mariano Moreno  | 1  |
| Genaro Ortíz              | Independiente (SA)     | 1  |
| Gonzalo Castro            | Las Pirquitas          | 1  |
| Iván Ferreyra             | Ateneo Mariano Moreno  | 1  |
| Juan Díaz                 | La Tercena             | 1  |
| Juan Tapia                | Los Sureños            | 1  |
| Julián Espeche            | Ateneo Mariano Moreno  | 1  |
| Leandro Silva             | Las Pirquitas          | 1  |
| Leonel Carrizo            | El Auténtico           | 1  |
| Lucas Carrasco            | Las Pirquitas          | 1  |
| Lucas Carrizo             | El Auténtico           | 1  |
| Luciano Castillo          | San Martín (El Bañado) | 1  |
| Luis Elizalde             | Independiente (SA)     | 1  |
| Marcelo Córdoba           | Coronel Daza           | 1  |
| Marcelo Ramírez           | Ateneo Mariano Moreno  | 1  |
| Matías Silva              | Coronel Daza           | 1  |
| Maximiliano Arreguez      | Los Sureños            | 1  |
| Miguel Vergara            | Ateneo Mariano Moreno  | 1  |
| Nahuel Cuello             | Defensores de Esquiú   | 1  |
| Nehuén Mejías             | La Merced              | 1  |
| Patricio Aranda           | Los Sureños            | 1  |
| Santiago Herrera          | Coronel Daza           | 1  |
| Sergio Nievas             | Ateneo Mariano Moreno  | 1  |
| Thiago Roldán             | La Merced              | 1  |
| Walter Bustamante         | Defensores de Esquiú   | 1  |
| William Miranda           | Los Sureños            | 1  |
| Walter Pacheco            | Ateneo Mariano Moreno  | 1  |

### Autogoles
| Jugador             | Equipo        | Anot. | Fecha    |
| ------------------- | ------------- | ----- | -------- |
| Sebastián Quinteros | Las Pirquitas | 1     | Fecha 2  |
| Jonathan Rinaudo    | Social Rojas  | 1     | Fecha 11 |
| Claudio Coronel     | La Merced     | 1     | Fecha 17 |